# Diecezja Sonsón-Rionegro

Mapa diecezji

Diecezja Sonsón-Rionegro (łac. Dioecesis Sonsonensis-Rivi Nigri, hisz. Diócesis de Sonsón-Rionegro) – rzymskokatolicka diecezja w Kolumbii. Biskup Sonsón-Rionegro jest sufraganem arcybiskupa Medellín.

## Historia
18 marca 1957 roku papież Pius XII mocą konstytucji apostolskiej  In apostolici muneris erygował diecezje Sonsón. Dotychczas wierni z tych terenów należeli do archidiecezji Medellín.
20 kwietnia 1968 roku diecezja została przemianowana na Sonsón-Rionegro.

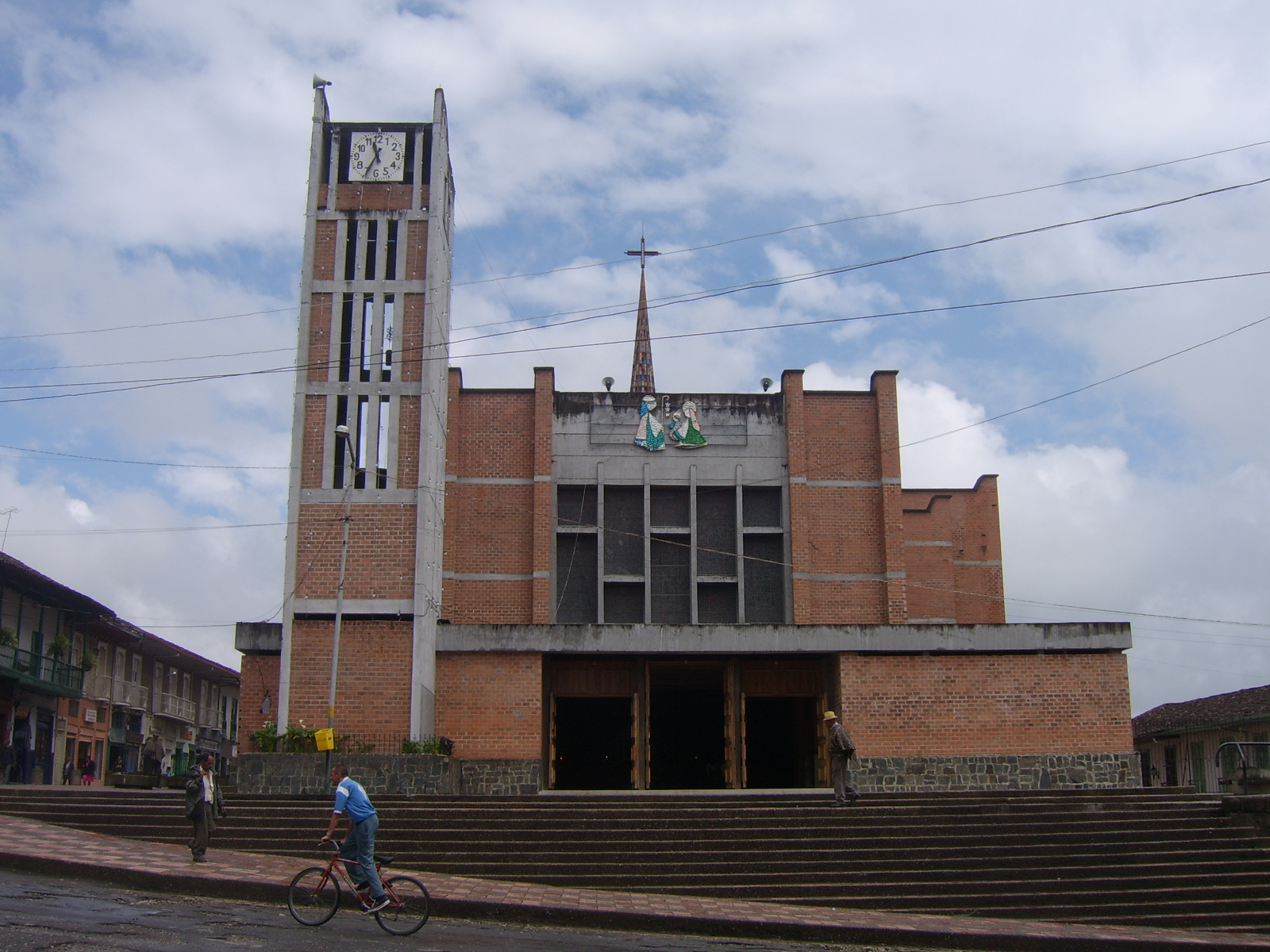
Katedra w Sonsón

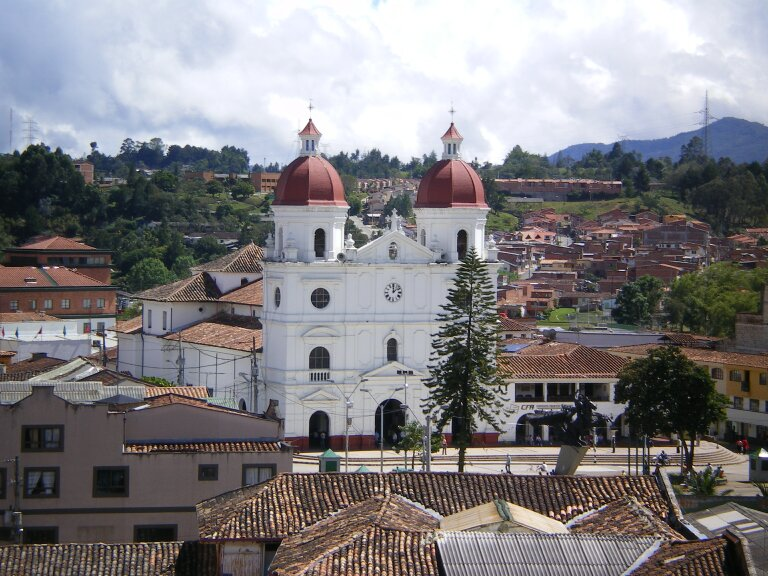
Konkatedra w Rionegro

## Ordynariusze

### Biskupi Sonsón
- Alberto Uribe Urdaneta (1957 - 1960)
- Alfredo Rubio Diaz (1961 - 1968)

### Biskupi Sonsón-Rionegro
- Alfonso Uribe Jaramillo (1968 - 1993)
- Flavio Calle Zapata (1993 - 2003)
- Ricardo Antonio Tobón Restrepo (2003 - 2010)
- Fidel León Cadavid Marín (od 2011)